# Arabella Starwood Hotels & Resorts
ArabellaStarwood war ein Joint-Venture der US-amerikanischen Starwood Hotels & Resorts Worldwide Inc. und der deutschen Arabella Hospitality Group. 

## Organisation
ArabellaStarwood steuerte als zentrale Dachgesellschaft den Vertrieb von 41 Hotels und Resorts in Deutschland, der Schweiz, auf den Balearen und in Südafrika. 29 der 41 Hotels wurden von der Arabella Hospitality Group auch operativ gesteuert. ArabellaStarwood umfasste die Marken St. Regis, The Luxury Collection, Westin, Le Méridien, Sheraton und Four Points by Sheraton.
Zu den bekanntesten Hotels gehörten das Castillo Hotel Son Vida und St. Regis Mardavall Resort auf Mallorca, The Westin Grand München Arabellapark, das ArabellaSheraton Alpenhotel in Spitzingsee, Hotel Schloss Fuschl bei Salzburg oder das The Westin Grand Cape Town Arabella Quays und das Arabella Western Cape Hotel & Spa Südafrika.

### 1998: ArabellaSheraton

Die ArabellaStarwood Hotels & Resorts wurde 1998 als ArabellaSheraton Hotelmanagement GmbH, einem Joint Venture der Schörghuber Unternehmensgruppe (51 Prozent) und der Starwood Hotels & Resorts Worldwide Inc. (49 Prozent), gegründet.

### 2006: ArabellaStarwood
Im Rahmen des Joint-Ventures wurde Ende 2006 der Vertrag zwischen Schörghuber und Starwood um weitere 30 Jahre verlängert. Die neue Firmierung seit dem 1. Januar 2007 lautet ArabellaStarwood Hotels & Resorts und bringt so elf weitere Hotels und Resorts unter das Dach der Starwood-Marken. 
Das äußere Erscheinungsbild der bestehenden ArabellaSheraton-Hotels wird im Zuge dessen in verschiedene Marken geändert werden, so wurden z. B. das ArabellaSheraton Grand Hotel Frankfurt zum The Westin Grand Frankfurt und das ArabellaSheraton Grand Hotel München zum The Westin Grand München Arabellapark. Die Arabella Starwood-Hotels firmieren heute durchwegs unter den Staarwood-Marken St. Regis Hotels, The Luxury Collection, Westin Hotels & Resorts, Le Méridien, Sheraton Hotels & Resorts und Four Points by Sheraton.

### 2010: Auflösung
2010 wurde die Auflösung der ArabellaStarwood bekanntgegeben. Eine Zusammenarbeit der Schörghuber Unternehmensgruppe und Starwood wird es jedoch weiter geben.